# Johann Christoph Bach (Musiker, 1673)
Johann Christoph Bach (* 13. Januar 1673 in Erfurt; † 30. Juli 1727 in Gehren) war ein deutscher Kantor und Organist der Musikerfamilie Bach.

## Leben
Bach war Sohn von Johann Christian Bach (1640–1682) und Anna Margarethe Bach, geborene Schmidt. Da sein Vater 1682 verstarb, ging er nach Eisenach zu seinem Bruder Johann Jakob Bach (1668–1692) und lebte bei Johann Sebastian Bachs Vater Johann Ambrosius Bach, der ihm Musikunterricht erteilte.
Bach studierte Theologie und Musik in Eisenach. Im Jahr 1693 heiratete er Susanne Margarethe König, mit der er fünf Kinder hatte. 1695 wurde er zunächst Kantor in seiner Heimatstadt Erfurt. Danach bewarb er sich am 19. April 1698 für die Stelle des Kantors und Organisten in Gehren. Diese bekam er und zog daraufhin mit seiner Familie dorthin, wo er bis zu seinem Tode blieb. Bach war zusätzlich als Kopist tätig und erstellte zwei Sammelbände für Tasteninstrumente. Er starb mit 54 Jahren in Gehren.
Ob Johann Christian Bach auch als Komponist tätig war, ist nicht gesichert. Es ist keine Komposition bekannt, die ihm konkret als Urheber zugeschrieben werden kann. Allerdings finden sich in seiner Sammelhandschrift LM 4982 zahlreiche anonyme Präludien, Fugen und Intonationen, bei denen es sich um eigene Kompositionen Johann Christian Bachs handeln könnte.
In Johann Sebastian Bachs handschriftlichem Ursprung der musicalisch-bachischen Familie von 1735 wird er unter Nr. 17 erwähnt.